# Prazna stolica
Prazna stolica ili latinizam sedisvakancija (od lat. sede vacante) je izraz kojim se, prema kanonskom pravu Katoličke Crkve, označava vrijeme dok je upražnjena papinska ili biskupska stolica (cathedra). Biskupska stolica postaje prazna smrću dijecezanskog biskupa, odreknućem koje prihvati papa, premještajem ili oduzećem priopćenim biskupu.

## U biskupijama
U biskupijama gdje postoji biskup koadjutor, on odmah postaje biskup nakon što stolica postane prazna. U biskupijama gdje postoje pomoćni biskup, vlast upravljanja biskupijom nakon što stolica postane prazna ima pomoćni biskup, sve do postavljanja dijecezanskog upravitelja, a kad ih je više, onaj koji je stariji po promaknuću. Ako pak nema pomoćnog biskupa, biskupijom upravlja zbor savjetnika, osim ako Sveta Stolica ne odredi drugačije. U roku od osam dana od primitka obavijest da je biskupska stolica prazna zbor savjetnika treba izabrati dijecezanskog upravitelja (administratora). Za dijecezanskog upravitelja može se valjano odrediti samo svećenik koji je navršio trideset pet godina života i koji nije već izabran, imenovan ili predložen za istu praznu stolicu. Ako dijecezanski upravitelj zbog bilo kojeg razloga ne bude zakonito izabran u propisano vrijeme, vlast odredbe dijecezanskog upravitelja pripada metropolitu; ako je pak prazna sama metropolitanska Crkva ili metropolitanska zajedno sa sufraganskom, sufraganskom biskupu najstarijem po promaknuću. Služba dijecezanskog upravitelja prestaje kad novi biskup preuzme biskupiju u posjed.

## SedisvakancijaSvete Stolice
Izraz se odnosi i na Svetu Stolicu koja postaje prazna nakon papine smrti ili njegova odreknuća, a praznu stolicu predstavlja katedra u Bazilici sv. Ivana Lateranskog, katedralnoj crkvi rimskog biskupa. U tom razdoblju Svetom Stolicom upravlja Kardinalski zbor s ograničenim ovlastima, na čelu s komornikom Kardinalskog zbora.